# Narcisa nigricornis
Narcisa nigricornis là một loài bọ cánh cứng trong họ Trogossitidae. Loài này được Heller miêu tả khoa học năm 1900.